# Antonio Vivaldi
Antonio Lucio Vivaldi (n. 4 martie 1678, Veneția, Republica Veneția – d. 28 iulie 1741, Viena, Sfântul Imperiu Roman) a fost un compozitor italian, de profesie preot catolic. Este considerat drept cel mai de seamă reprezentant al barocului muzical venețian. A murit ca urmare a unei îmbolnăviri subite și a fost înmormântat în cimitirul din dreptul Porții Carintiei (Kärtnertor) din Viena, pe locul în care se află în prezent clădirea centrală a Universității Tehnice din Viena.

## Viața
S-a născut în urma mariajului dintre Giovanni Battista Vivaldi, violonist în orchestra Domului San Marco, și a Camillei Calicchio.
Îmbrățișând de timpuriu calea preoției, Antonio Vivaldi a fost supranumit și Il Prete Rosso (Preotul Roșu), datorită culorii părului său (moștenit de la tatăl său). Primul nucleu al familiei Vivaldi, despre care există referințe documentare certe, a ajuns la Veneția în prima jumătate a anului 1665. Bunicul Agostino, fusese brutar sau croitor și murise la Brescia, probabil în 1665 sau 1666. Bunica Margherita, părăsise acest oraș fie cu puțin înainte, fie după moartea soțului ei și era însoțită de cei doi fii ai lor, Agostino (în vârstă de 21 de ani) și Giovanni Battista (de 11 ani). Cel din urmă avea să devină în 1678, tatăl compozitorului Antonio Vivaldi. Adolescentul Antonio a primit tonsura la 15 ani și a fost hirotonit preot la vârsta de 25 de ani.
Atins de o maladie cronică despre care se presupune că era astm, Il Prete Rosso s-a îndepărtat cu încetul de îndatoririle sale ecleziastice începând din 1703, iar din acel moment a putut să se consacre compoziției și învățământului. Numit profesor (insegnante, instructor) de vioară la Ospedale della Pietà (așezământ rezervat orfanelor și fiicelor ilegitime abandonate), în pofida unor întreruperi, uneori foarte lungi (mai mult de doi ani la Mantova, între 1718 și 1720), Vivaldi avea să rămână fidel acestei funcții până în 1740.

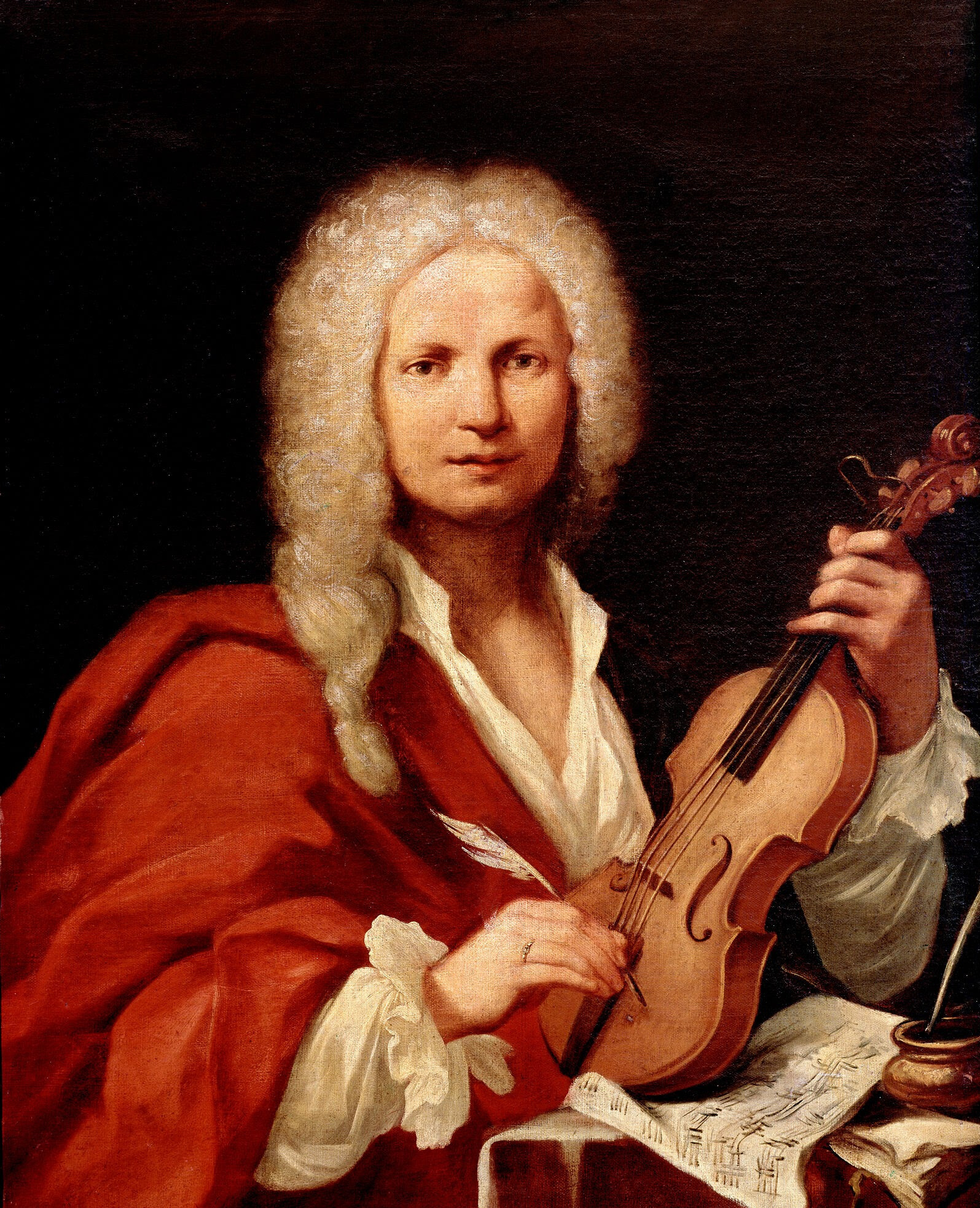
Antonio Vivaldi - Portret de François Morellon La Cave (1723)

În ciuda sănătății precare, a început să călătorească din ce în ce mai mult ca virtuoz și compozitor la Roma, în 1722 și 1724, unde a cântat în fața Papei; probabil la Dresda și în Darmstadt; cu siguranță la Amsterdam, unde a fost publicată cea mai importantă parte a creației sale; la Florența, Praga și la Viena, unde a murit, uitat de prieteni și rude. La Ospedale della Pietà, a instruit și dirijat orchestra de fete a Instituției (devenită celebră în întreaga Europă) și a compus intens pentru concertele publice pe care așezământul le oferea duminica.
Acestor ocupații, deja solicitante pentru un om care se plângea fără încetare de sănătatea sa șubredă, din 1713 li s-a adăugat o debordantă activitate de impresar și de compozitor de opere, domenii în care a căpătat o autoritate suficient de mare pentru a provoca rivalități tenace, concretizate chiar într-un pamflet redactat de Benedetto Marcello (Il Teatro alla moda, 1720). Se pare că de-a lungul întregii vieți, Vivaldi a fost considerat ca un artist aflat în afara normelor, extravagant de bună voie, chiar scandalos (dușmanii lui aveau cum să răspândească bârfe, mai ales în legătură cu atracția lui afișată față de bani și de fast sau cu iubirile lui reale sau presupuse, printre altele față de o mezzo-soprană pe nume Anna Girò, fiică a unui peruchier francez numit Giraud și pentru care a scris un mare număr de pagini vocale; după ce s-au cunoscut, Anna Girò a fost primadonă în aproape toate operele lui Vivaldi).
Consacrarea în toate genurile muzicale avea să-i confere compozitorului o glorie internațională incontestabilă fără precedent în istoria muzicii. Mulți călători care treceau prin Veneția căutau să-l vadă și să-l asculte pe "Preotul roșu", de la Edward Wright la violonistul Pisendel, de la flautistul J. J. Quantz, epistolarul De Brosses și până la regele Friedrich al IV-lea al Danemarcei. Există numeroase și prețioase mărturii asupra ceea ce reprezenta viața muzicală venețiana și asupra efectului electrizant al interpretării și creațiilor lui Vivaldi.
Multe dintre partiturile lui publicate au fost dedicate unor personalități ale vremii:
- Ferdinand al III-lea al Toscanei (L'Estro armonico, 1711);
- Contele Morzin (Il Cimento dell'armonia e dell'invenzione, 1725, culegere conținând Anotimpurile);
- Carol al VI-lea de Habsburg (La Cetra, 1728)

Culegeri tipărite și copii în manuscris (mai ales concerte) ale lui Vivaldi au circulat în întreaga Europă până în jurul anului 1750 și se știe că, începând din 1720, Johann Sebastian Bach a avut pentru aceste lucrări un asemenea entuziasm, încât a recopiat sau a transcris un mare număr dintre ele (cea mai cunoscută și mai interesantă dintre aceste transcripții fiind aceea a Concertului pentru patru viori (Op. 3 Nr. 10) în Concertul pentru patru clavecine (BWV 1065), asigurând astfel, fără să fi intenționat, supraviețuirea lucrărilor modelului său.

## Creații
Importanța creației lui instrumentale, simbolizată ideal de seria celor patru concerte inspirate de cele patru anotimpuri, vine din autoritatea cu care el a știut să respingă structura de concerto grosso a lui Corelli, pentru a impune foarte repede forma mai scurtă (între opt și zece) a concertului cu solist în doar trei mișcări simetrice (repede-lent-repede). Solist el însuși, Vivaldi, practica cu mare naturalețe această formă concertantă, atunci când sonata, simfonia sau cvartetul erau, de asemenea, pe punctul de a-și face apariția.
Înzestrat cu un auz excepțional, virtuoz curajos care improviza cu plăcere și dirijor celebru (unul dintre primii din istorie), Vivaldi și-a consacrat întregul geniu descoperirii neîncetate a unor noi combinații ritmice și armonice și a unor îmbinări imprevizibile de instrumente, conferind un rol de prim-plan personajelor noi, destinate a-și face un loc în orchestră, precum violoncelul (27 de concerte) sau fagotul (39), fără a uita oboiul și nici flautul, pe care le trata întotdeauna într-o manieră foarte personală, și chiar alte instrumente încă mai marginale, ca mandolina sau trompeta. Din practicile de la San Marco, a moștenit atracția pentru a face să dialogheze mai multe "coruri" de instrumente.

### Spiritul concertant vivaldian
Vivaldi este unanim considerat a fi compozitorul care a dat cea mai mare strălucire genului numit concerto, în perioada barocului. De altfel, o analiză în grilă concerto a întregii creații vivaldiene, ar putea constitui argumentul principal al ideii spiritului concertant  care traversează de la un capăt la altul nu numai creația sa instrumentală, dar și cea de scenă sau religioasă.
Dezvoltându-se la fel ca și sonata, în tipurile da chiesa și da camera, concertul baroc italian a fost alcătuit la început ca o suită din cinci părți, apoi s-a redus la trei-patru, după care, la începutul sec. al XVIII-lea, s-a stabilizat la trei părți, având ca model tiparul uverturii italiene. Partea întâi și a treia, vor fi mișcări repezi sau moderate, cuprinzând o serie de expoziții, fie complete, fie parțiale ale unei teme (de multe ori fiind vorba despre expoziții duble sau în stil fugat), în tonalități diferite, legate între ele prin divertismente, iar uneori partea a treia este compusă în formă de rondo. Partea din mijloc va fi, dimpotrivă, lentă, de formă binară, cu o încărcătură emoțională pronunțată, fiind în unele cazuri înlocuită de un dans precum ciaccona sau sarabanda.
Concertul italian al lui Vivaldi va aduce cu sine încă o cucerire: apariția cadenței înainte de coda, care dă posibilitate solistului să-și pună în valoare calitățile sale tehnico-expresive. Nu întotdeauna această cadență era scrisă, ci se lăsa un punct de orgă care marca locul în care se oprea orchestra, pentru a-i face loc solistului care va da frâu liber virtuozității sale. Concertul baroc de tip vivaldian va cunoaște o dezvoltare fără precedent si se va extinde cu repeziciune și în restul Europei, prin creațiile unor compozitori ca Jean-Philippe Rameau (Franța), G.Ph.Telemann, G.Fr. Händel și J.S.Bach (Germania).
Genul de concert se împarte în trei categorii:
1. Concertul fără soliști, în care se „întrec” grupuri cu un număr relativ egal de instrumentiști. Din acest tip va rezulta mai târziu Simfonia concertantă sau Concertul pentru orchestră din zilele noastre. Vivaldi a scris aproape 60 de concerte ripieni (sau concerte pentru corzi fără solist), care au trăsături asemănătoare cu ale simfoniei operatice; câteva din aceste trăsături demonstrează perspicacitatea pentru scriitura de fugă.
2. Concertul cu un singur solist, unde solistul poartă un dialog cu orchestra. A apărut în urma definitivării primelor două tipuri de concerte, fiind inaugurat de italianul Giuseppe Torelli (1658-1709), compozitor italian. El se impune ca deschizător de drumuri în istoria Concertelor pentru un singur instrument cu acompaniament de orchestră. El ajunge la alternanța de trei mișcări, o parte lentă cantabilă fiind încadrată de două părți cu mișcarea rapidă (model asemănător uverturii italiene din concepția contemporanului său Alessandro Scarlatti). Aceasta este forma ce se va impune în desfășurarea concertului solistic până în zilele noastre. De aici reies primele „concerti” care se afirmă clar în culegerea op.8 – publicată postum în 1709 ¬-, când vioara se desparte de grupul concertino, fiind instrument solist, având ca acompaniament un ansamblu orchestral restrâns: Concerti grossi con una pastorale per il santissimo Natale. Concertul în re minor pentru vioară, orchestră de coarde și cembalo – se găsește în op.8 ¬– este considerat ca fiind primul concert solistic cu acompaniament din istoria genului. Torelli a conturat trăsăturile exterioare, a stabilit forma și principiul concertului pentru solist, dar intensitatea expresivă caracteristică acestui gen se observa începând de la Vivaldi. 
Totul se explică prin deosebirile de temperament, clar reliefate, dintre cei doi muzicieni: tendințele individualismului vivaldian, evidente în aproape toate cele 12 concerte din L’estro armonico, op. 3, sunt mult mai accentuate decât ale lui Torelli și ajung uneori până la dramatism. În op. 3, în care grupul concertino este format din două viori și un bas, muzicianul venețian, spre deosebire de predecesorul său, acordă uneia din viori un rol predominant. Modul cum sunt repartizate rolurile fiecărui solist reprezintă una din trăsăturile de fond ale sufletului venețian; compozitorul era dominat de sentimentul că viața este o scenă pe care evoluăm într-o veșnică mișcare. 
Cel mai căutat tip de concert care domina după anul 1710 a fost concertul pentru un instrument solo și orchestră de coarde. De obicei, partea solistă era încredințată unei violine, dar, mai târziu, în L’estro armonico, op. 3, rolul solist s-a încredințat mai multor instrumente. Ca o extindere particulară, s-a folosit violoncelul, oboiul și flautul transversal. După cum se pare, contrabasul și viola nu erau instrumente soliste (însă de când Telemann a scris un concert pentru violă, acest instrument nu era exclus cu desăvârșire). 
În timpul evoluției sale, concertul pentru un singur solist este preferat în mod special de clasici și romantici. Datorită faptului că instrumentele își perfecționau tot mai mult tehnica, compozitorii erau tentați să ofere unui singur interpret partida solistă, dându-i posibilitatea să-și demonstreze calitățile. Dacă în concerto grosso grupul concertino - format din câțiva dintre cei mai talentați interpreți din orchestră - rămânea oarecum anonim în ansamblu, în acest tip de concert, solistul se remarcă printr-un statut profesional și social nou. El este plasat în fața orchestrei pentru a fi auzit, dar și pentru a fi văzut mai bine de către public, asumându-și pe deplin responsabilitatea artistică a interpretării sale. 
Concertul pentru un singur solist are în general trei părți: Allegro – Adagio – Allegro, pe când la concerto grosso, numărul mișcărilor variază. Primul allegro are două expoziții, din care prima este încredințată orchestrei, iar a doua o introduce solistul. Adagio are forma de arie, iar ultimul allegro poate fi un rondo sau un mebuet. Pe parcursul acestor trei mișcări, solistul, în prima parte își poate etala forța de exprimare, în partea a doua calitatea exprimării, iar în partea a treia își exprimă virtuozitatea.
Dintre cele 350 de concerte scrise pentru un instrument solo cu coarde, peste 230 sunt pentru vioară. Alte instrumente solo pe care le folosește Vivaldi sunt: fagotul, violoncelul, oboiul, flautul, viola d’amoure, o vioară adoptată să sune ca o trompetă maritimă, block-flöte și mandolină.
3. Concertul cu mai mulți soliști și orchestră, unde cântă alternativ ansamblul sau orchestra. Formează o categorie mai deosebită, caracteristică stilului baroc. Concertul cu mai mulți soliști a apărut la începutul secolului al XVIII-lea, la Torelli. Vivaldi și Händel au dezvoltat această formă, unde se va simți ulterior influența simfoniei. În forma sa, concertul are proporții considerabile; acompaniamentul orchestral primește din ce în ce mai multă importanță, în timp ce partida destinată solistului este caracterizată prin virtuozitate. Compozitori importanți – începând de la Vivaldi la Dallapiccola – au scris concerte aproape pentru toate instrumentele. Concerto grosso este constituit în funcție de planul sonatei baroce, îmbogățind instrumentația; astfel se produce alternanța dintre ripieno și concertino. 
Concertele pentru două instrumente solo, chiar dacă erau aceleași instrumente sau erau instrumente diferite, sunt, în termeni structurali, identice cu cele pentru un instrument solo. Problema care se pune este cum pot cânta împreună doi soliști în partea solo. S-au dat patru soluții: cele două instrumente să cânte concomitent în terțe sau în sexte, să cânte alternativ, realizându-se un dialog, să cânte în imitație sau în alt fel de contrapunct și un instrument să cânte o melodie, în timp ce instrumentul celălalt să asigure acompaniamentul. 
Concertele pentru mai mulți soliști urmează același model. Este adesea exploatată posibilitatea de a cânta instrumente solo (în mod special cele de suflat) în părțile independente din secțiunea tutti. La englezi, nu prea există forme de descriere a concertului cu mai mulți soliști, germanii având Gruppenkonzert, care reprezintă ansamblul de concert.
Prin creația sa instrumentală, Antonio Vivaldi a exercitat o influență puternică în dezvoltarea ulterioară a muzicii concertante, în clasicismul vienez, prin reprezentanții săi cei mai de seamă : Haydn, Mozart și Beethoven. Cuceririle vivaldiene în domeniul creației instrumentale nu au avut un impact doar asupra genurilor cărora acestea li se adresau în mod direct (respectiv concertelor sau sonatelor) ci asupra muzicii baroce în ansamblul ei, încât pe bună dreptate se poate vorbi despre un anume spirit concertant vivaldian care a revoluționat și a animat întreaga creativitate muzicală barocă venețiană și europeană.
- Notă: Paragrafele introductive din Capitolul Biografia (Viața), Capitolele Spiritul concertant vivaldian și Lista lucrărilor vivaldiene (selecțiuni), precum și imaginile care ilustrează articolul, sunt preluate din eseul Barocul muzical venețian - Antonio Vivaldi de Ioan Mihai Cochinescu (Biblioteca Academiei Naționale de Muzică - București, 2005).
- Antonio Vivaldi - Concerto in Re minore, Sol minore, Si bem. maggiore

## Lista lucrărilor (selecție)
Potrivit recensământului efectuat de Peter Ryom (catalog R.V.), în 1977 erau cunoscute 768 de lucrări sau fragmente autentice vivaldiene, cărora li se adăugau 68 de lucrări atribuite. În timpul vieții Vivaldi a publicat 40 de culegeri de sonate și concerte, dintre care 13 sunt numerotate ca opusuri, ca de ex.:
- op.3, L'Estro Armonico (1712)
- op.4, La Stravaganza (1712-1713)
- op.8, Il cimento dell'armonia e dell'invenzione (1725), cuprinzând ciclul de concerte Anotimpurile
- op.9, La Cetra (1728)
- op. 13, Il Pastor Fido (1737) etc.

Antonio Vivaldi a scris și un număr de 90 de opere, precum:
- Ottone in villa (1713)
- Orlando finto pazzo (1714)
- Nerone fatto Cesare (1715)
- L'incoronazione di Dario (1716)
- Montezuma (1733)
- Feraspe (1739) ș.a.

Muzica sacră, vocală și corală (mise, psalmi, antifoane, imnuri, cânturi, motete, oratorii, arii, cantate, serenade):
- Gloria, RV 589
- Juditha triumphas devicta Holofenis Barbarie, RV 644, oratoriu (1716)
- Magnificat, RV 610 ș.a.